# Cité Ouvrière
De Cité Ouvrière, ook wel Sint-Antonius- of Sint-Teunisbouw (Maastrichts: Groete Bouw), was een negentiende-eeuws woongebouw voor arbeidersgezinnen in de Nederlandse stad Maastricht. Het gebouw in de Sint Antoniusstraat in het Boschstraatkwartier was in het begin van de twintigste eeuw het symbool van de erbarmelijke woonomstandigheden van fabrieksarbeiders in Maastricht en werd in 1938 afgebroken.

## Geschiedenis
Het woongebouw kwam tot stand op initiatief van de ondernemer Petrus Regout (1801-1878), die vanaf circa 1830 een groot industrieel imperium aan de Boschstraat had geschapen. Het ontwerp was van de Akense architect Wilhelm Wickop (1824-1908), de huisarchitect van Regout. De opening vond plaats op donderdag 24 maart 1864. Regout wilde een tweede cité bouwen op de plek van de gesloopte Bogaardenkazerne, maar de gemeente weigerde toestemming te verlenen. Wel bouwde hij omstreeks 1865 naast de fabriekspoort aan de Boschstraat het "Hooghuis" met 22 meerkamerwoningen, bedoeld voor hoger opgeleid personeel. Tevens kwamen rond dezelfde tijd aan de Maagdendries enkele arbeidershuisjes tot stand.

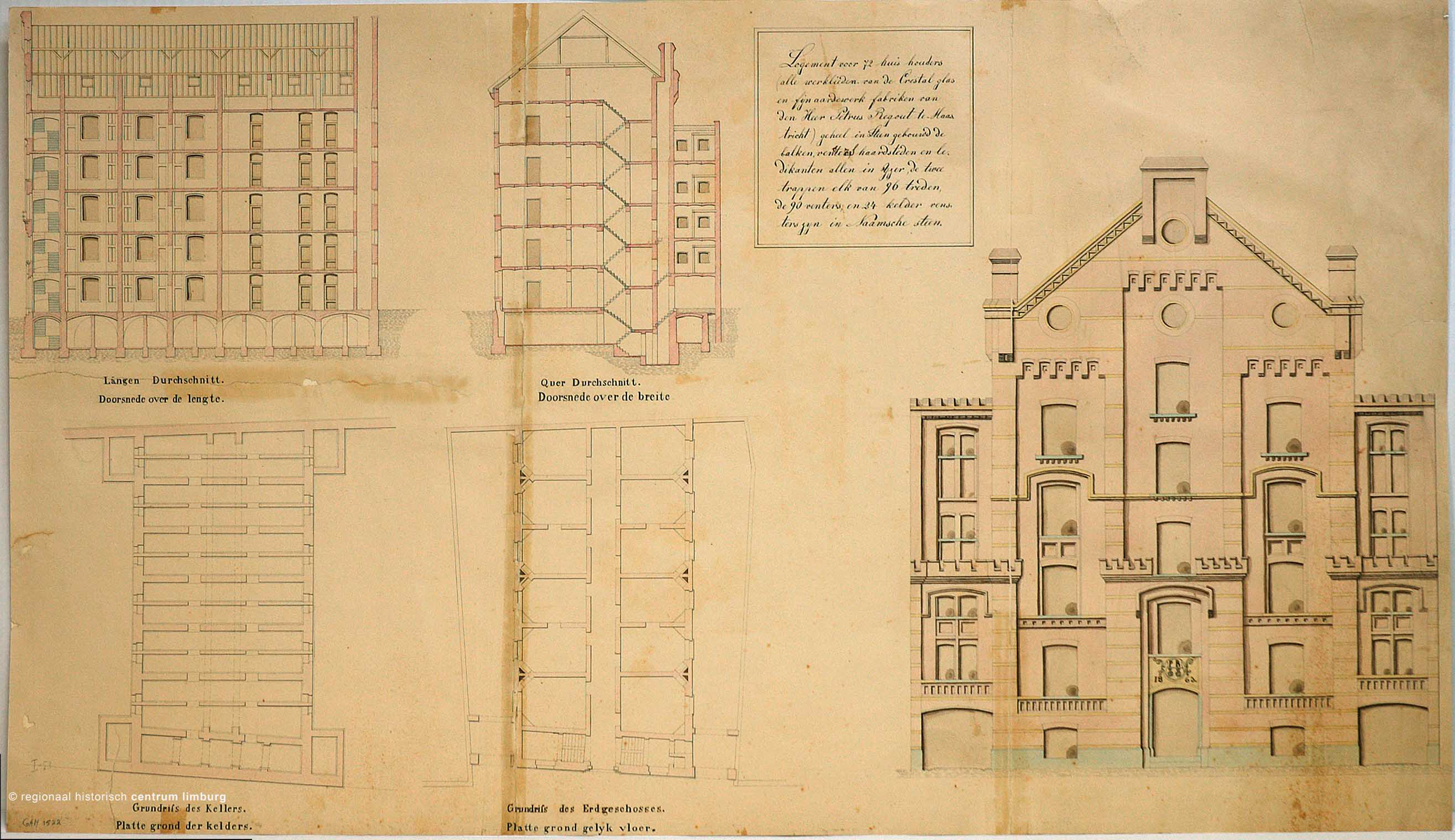
Bouwtekening Wilhelm Wickop, 1863

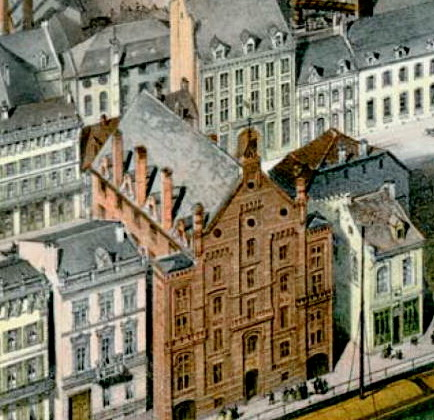
Prent uit het Album dédié à mes enfants et mes amis (1868).
NB: de locatie is incorrect weergegeven

Het gebouw was zeven verdiepingen hoog (ca. 35 m) op een plattegrond van 15 × 35 m. De baksteengevel vertoonde enkele kenmerken van neostijlen met speklagen, boogfriezen en andere architectonische versieringen. De achterkant van het gebouw grensde aan de tuin van Boschstraat 45, een door Wickop in dezelfde periode ontworpen herenhuis voor Petrus II Regout. Beide gebouwen zijn – naast elkaar – weergegeven op een prent in het Album dédié à mes enfants et mes amis, dat Petrus Regout in 1868 in Parijs liet uitgeven, maar de locatie van de gebouwen op de prent stemt niet overeen met de werkelijkheid.
De Cité Ouvrière was oorspronkelijk bedoeld voor circa 40 gezinnen, waarvan de vader werkzaam was bij De Sphinx. De meeste appartementen waren aanvankelijk tweekamerwoningen. De huur per kamer varieerde van 75 cent per week voor de benedenverdieping tot 40 cent voor de bovenverdieping. Er waren oorspronkelijk 72 kamers van 3 × 4 m, 24 zolderkamers, 36 kelders en 16 privaten. De gangen waren betegeld met rode en blauwe tegels, maar waren slecht verlicht. Per etage was er één waterpomp. Een 'moderne' voorziening waren de aparte lijkenkamertjes, waardoor werd voorkomen dat "de overblijvende naast de doode bleef slapen in de bedstede totdat het kisten geschiedde". Volgens de historicus Thijs van Vugt was het wooncomfort in het gebouw laag en de huur hoog in vergelijking met soortgelijke gebouwen in Wallonië.
Begin twintigste eeuw waren de meeste tweekamerwoningen gesplitst. In 1903 woonden er 66 gezinnen, waarvan 52 in eenkamerwoningen, in totaal 266 personen. Een verzoek van de gemeente aan De Sphinx om de woonomstandigheden te verbeteren had geen effect. In 1917 bestempelde hoofdaalmoezenier Henri Poels de Cité Ouvrière als een onacceptabel mensenpakhuis in zijn befaamde "Noodkistrede". Een jaar later nam de gemeente het gebouw over van de aardewerkfabrikant, waarna de situatie nog verergerde. Vanaf 1920 ging de gemeente over tot geleidelijke ontruiming. Voor de bewoners die bereid waren te verhuizen waren betonnen noodwoningen gereserveerd langs de Maas in Boschpoort. In 1928 vertrokken de laatste bewoners, waarna het gebouw nog tien jaar dienstdeed als pakhuis, voor het werd afgebroken.
Na de sloop van de Cité en enkele aanpalende panden, verrees hier in 1956 een portiekflat van drie bouwlagen naar ontwerp van J. Ramaekers. De flat wijkt veel verder terug dan de oorspronkelijke (en latere) bebouwing, omdat men er in 1956 nog vanuit ging dat de straat flink verbreed zou worden. Na 1960 vertrokken de meeste bewoners van het Boschstraatkwartier naar nieuwbouwwijken (of woonscholen) buiten het centrum. Vanaf 1970 werden de verkrotte woningen vervangen door nieuwbouw. Na de voltooiing van de grootscheepse sanering van het Boschstraatkwartier werd de Sint Antoniusstraat in 1983 omgedoopt in Sint Teunisstraat.

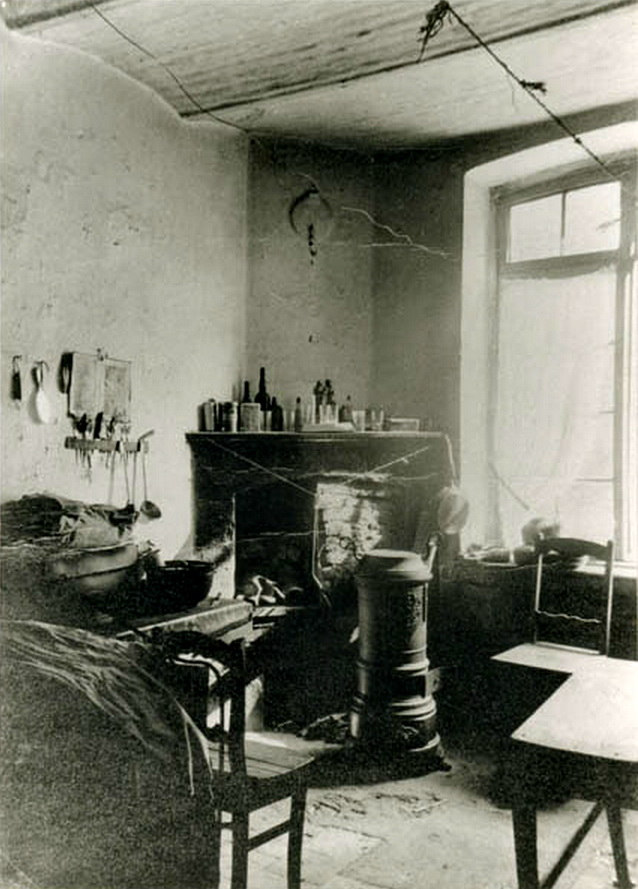
Eenkamerwoning(?) in de 'Groete Bouw' (1910-1915)
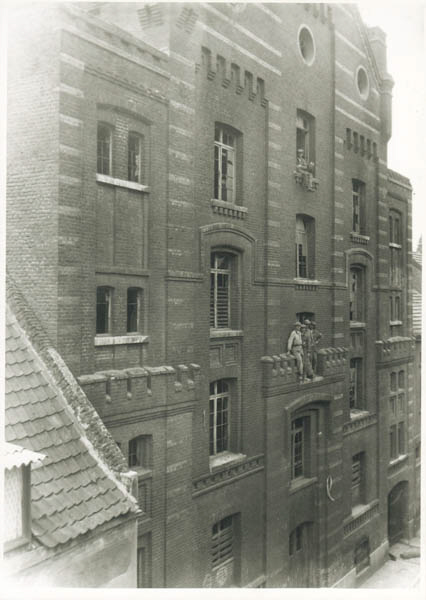
De Cité kort voor de sloop (1938)
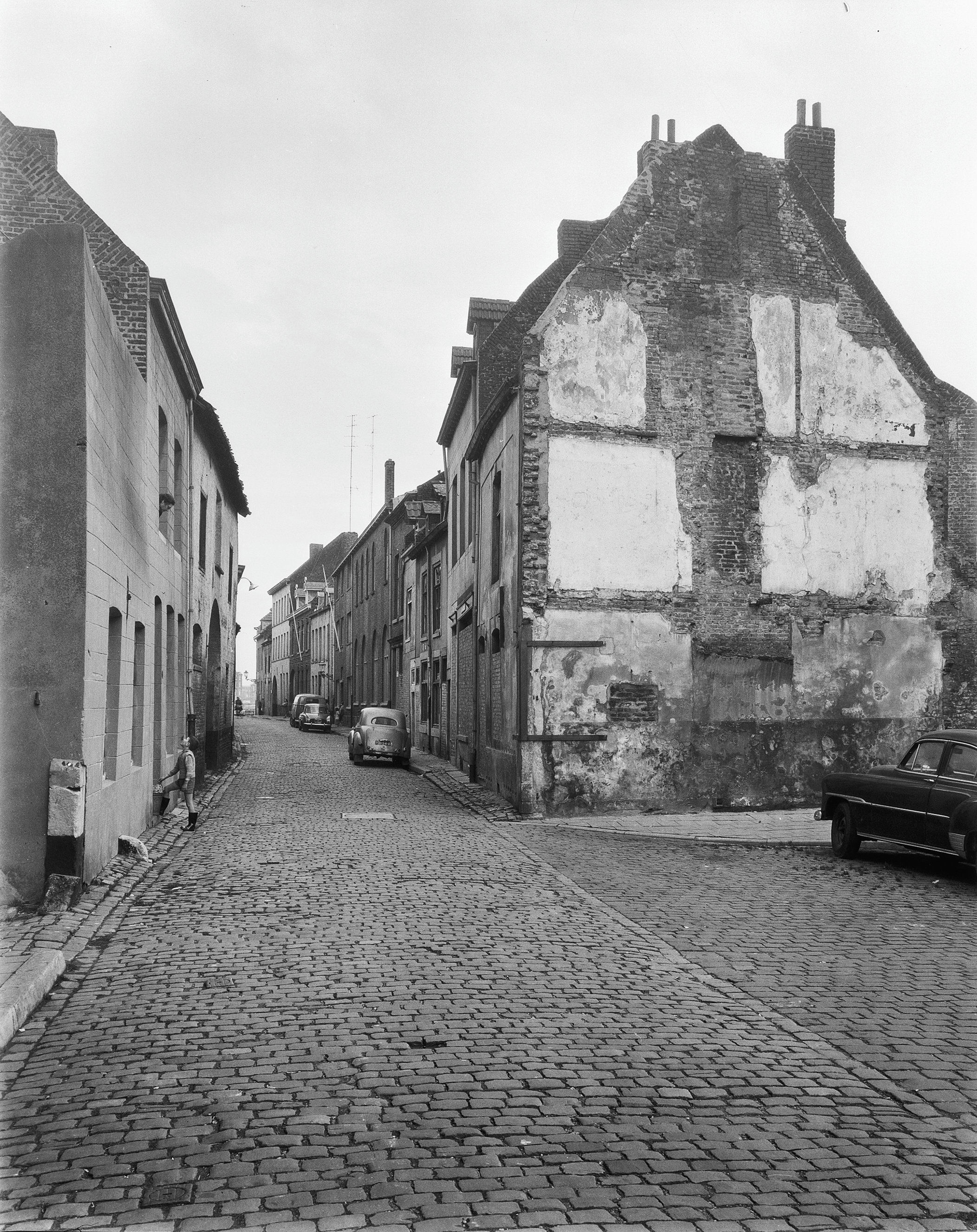
Sint Antoniustraat vóór de renovatie (1960)
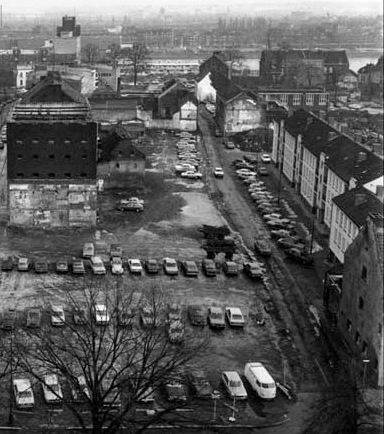
Sint Antoniusstraat na de grootschalige sloop (1979)
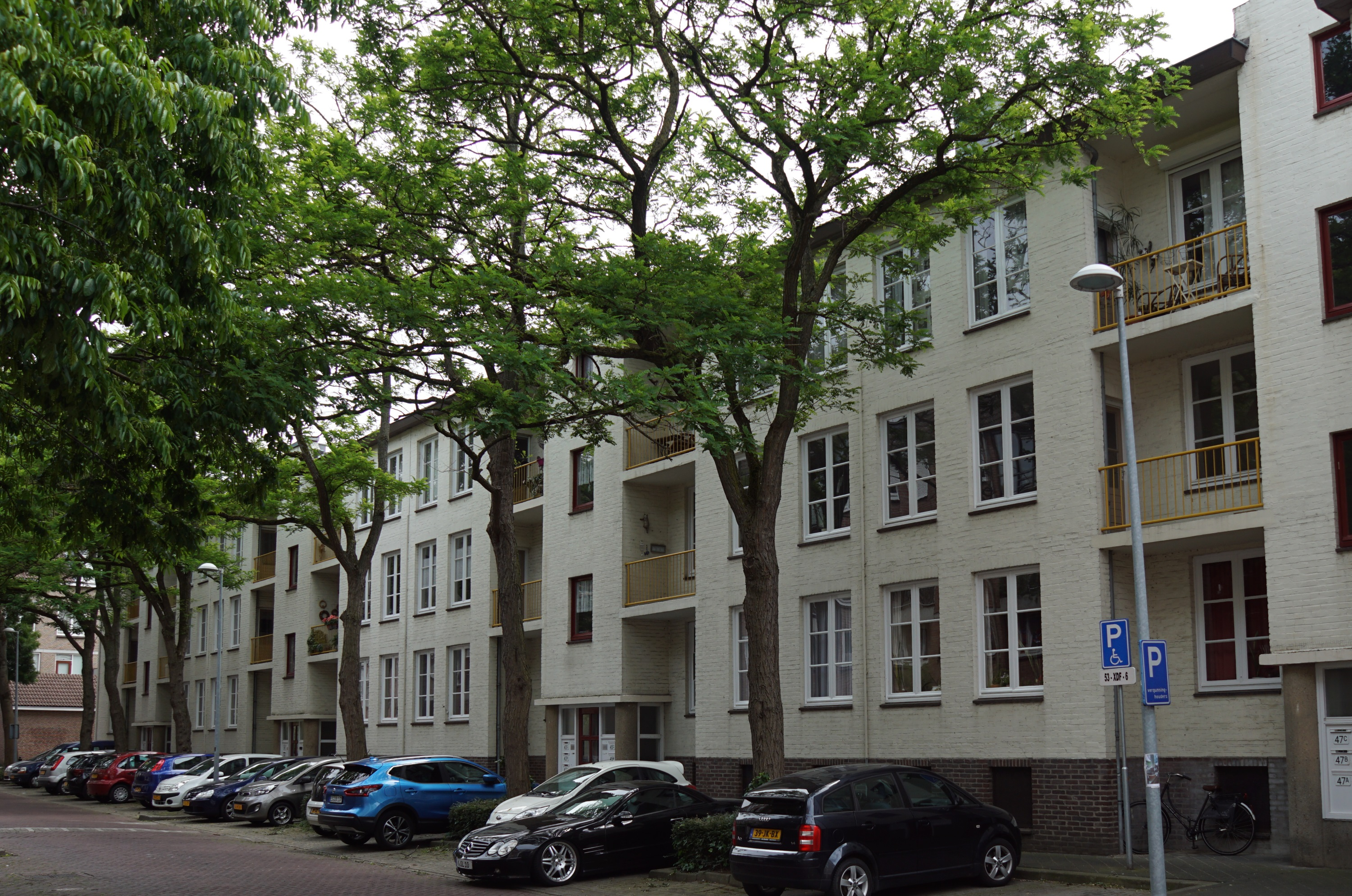
Portiekflat Sint Teunisstraat 35 t/m 49 (2019)

## Erfgoed
Nadat jarenlang was aangenomen dat behalve enkele tekeningen en foto's, niets van de Cité Ouvrière bewaard gebleven was, werd in 2015 de vermeende stichtingssteen van het gebouw te koop aangeboden. Deze zou bij sloopwerkzaamheden, mogelijk in het kader van werkzaamheden met betrekking tot de realisering van het Sphinxkwartier, tevoorschijn zijn gekomen. Het betreft een rechthoekige steen met afgeschuinde hoeken van Naamse steen, die zich waarschijnlijk in het trappenhuis bevond. De Franstalige tekst luidt: Cette Première Pierre de Fondation a été placé par Monsieur P. Regout le 24 Mars 1864 Jour de son Anniverre (Deze eerste stichtingssteen is geplaatst door Mijnheer P. Regout op 24 maart 1864, zijn verjaardag).
De portiekflat aan de Sint Teunisstraat 35 t/m 49, op de plek van de Cité Ouvrière, werd in 1956 gebouwd naar een ontwerp van architect J. Ramaekers. Het wit geschilderde woongebouw staat op de lijst van gemeentelijke monumenten in Maastricht. De eenvoudige, functionalistisch vormgegeven flat wijkt sterk af van de jaren-70-architectuur in de omgeving.